# Дуров, Владимир Григорьевич
Влади́мир Григо́рьевич Ду́ров (1909—1972) — советский российский артист цирка, дрессировщик, народный артист СССР (1967).

## Биография

Могила В. Г. Дурова на Новодевичьем кладбище Москвы

Владимир Дуров родился 3 (16) апреля 1909 года в Воронеже в семье Григория Ефимович Шевченко (1884—1948) и Евлампии Анатольевны Дуровой (1888—1943), дочери циркового артиста А. Л. Дурова. До смерти своего дяди А. А. Дурова в 1928 году носил фамилию Шевченко.
Учился в Сельскохозяйственной академии им. К. А. Тимирязева, занимался в Государственной экспериментальной театральной мастерской под руководством В. Э. Мейерхольда.
После трагической гибели дяди А. А. Дурова продолжил работу с его животными. Первое выступление состоялось в 1928 году в Ижевском цирке. Первые большие гастроли прошли в 1930 году в Воронеже.
Не разрушая цирковой специфики, вводил в свои номера элементы театральности, импровизационные приёмы. Его манера общения с животными отличалась мягкостью, простотой. Работал с большой группой животных (зверей, птиц).
Гастролировал за рубежом в Великобритании, Бельгии, Люксембурге, Италии, Франции.
Был членом редколлегии журнала «Советский цирк», автором статей по вопросам циркового искусства.
Умер 14 марта 1972 года в Москве. Похоронен на Новодевичьем кладбище (авторы памятника скульптор Г. В. Нерода и архитектор С. И. Кучанов).

### Семья
- Дед — Анатолий Леонидович Дуров (1864—1916), цирковой артист
- Двоюродный дед — Владимир Леонидович Дуров (1863—1934), дрессировщик, цирковой артист, создатель Уголка Дурова
- Дядя — Анатолий Анатольевич Дуров (1887—1928), артист цирка, клоун-сатирик и дрессировщик
- Брат (троюродный) — Юрий Владимирович Дуров (1910—1971), артист цирка, народный артист СССР (1971)
- Племянница — Наталья Юрьевна Дурова (1934—2007), артистка цирка, народная артистка СССР (1989)
- Жена — Регина Васильевна Дурова (1922—2007), артистка цирка, дрессировщица

## Награды и звания
- Народный артист РСФСР (19.11.1939)
- Народный артист СССР (06.06.1967)
- Орден Ленина (1939)
- Орден Трудового Красного Знамени (09.10.1958)[6][7]
- Медали.

## Фильмография
Роли
- 1936 — «Цирк» — клоун
- 1937 — «Наш цирк» (короткометражный)
- 1959 — «Косолапый друг» — член комиссии
- 1962 — «Необыкновенный город» — Владимир Григорьевич Дуров

Участие в фильмах
- 1951 — На арене цирка (документальный)
- 1964 — Династия Дуровых (документальный)